# Theo Kölzer

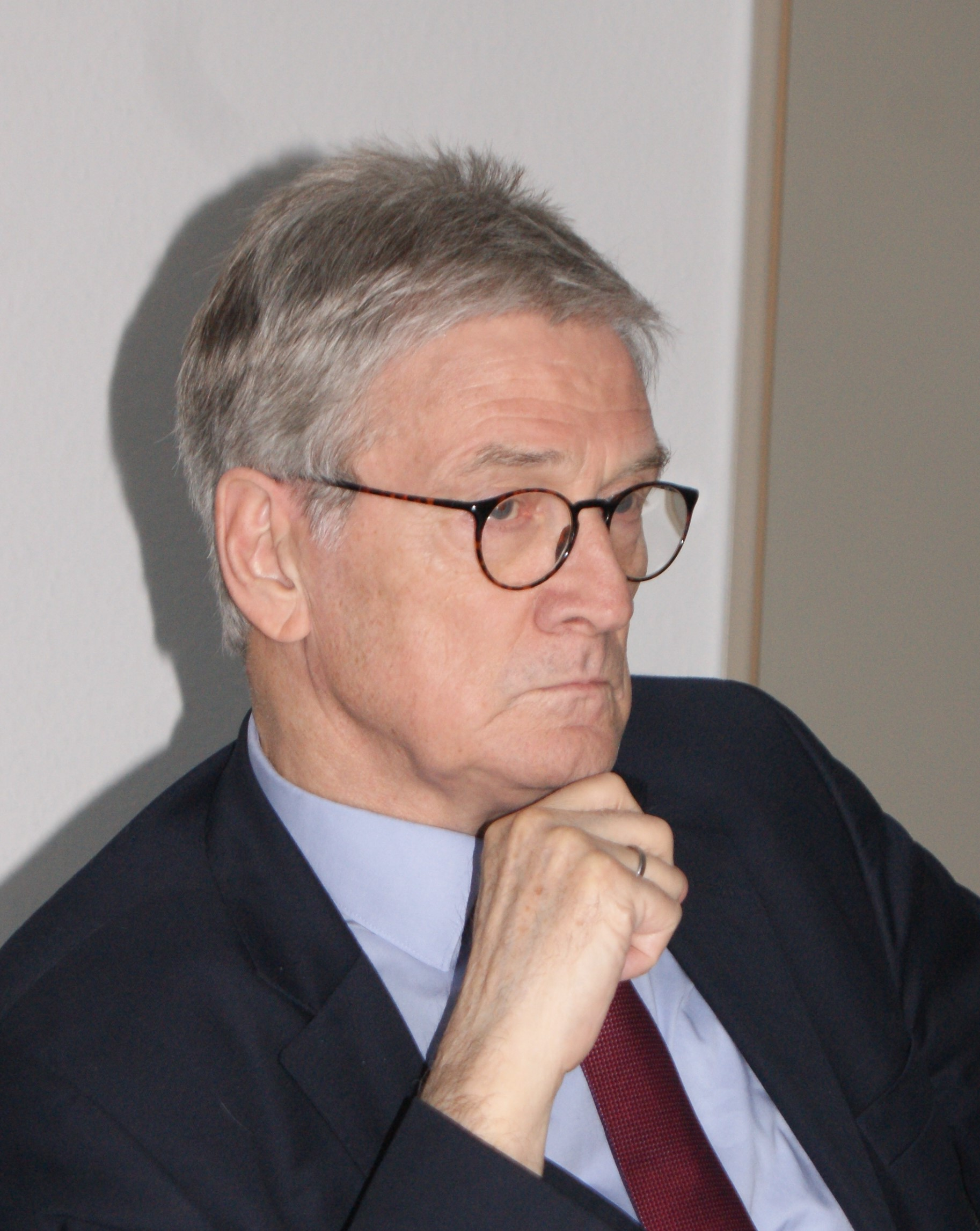
Theo Kölzer im Jahr 2019, aufgenommen von Werner Maleczek

Theo Kölzer (* 17. November 1949 in Steckenstein, Kreis Altenkirchen) ist ein deutscher Mediävist und Diplomatiker.

## Leben und Wirken
Theo Kölzer legte 1968 das Abitur in Wissen ab und studierte von 1970 bis 1976 Geschichte, Anglistik und Pädagogik an der Universität Gießen. Im Jahre 1976 wurde er in Gießen bei Carlrichard Brühl promoviert. Von 1976 bis 1981 war er wissenschaftlicher Mitarbeiter an der Universität Gießen und arbeitete am Codex diplomaticus regni Siciliae mit. Von 1981 bis 1987 war er Hochschulassistent an der Universität Gießen. Dort erfolgte 1987 auch seine Habilitation. In Heidelberg (1988/89) und Marburg (1990/91) hatte er Lehrstuhlvertretungen inne. Im Jahr 1990 war er Dozent an der Archivschule Marburg. Von 1992 bis zu seiner Emeritierung lehrte er als ordentlicher Professor für Mittlere und Neuere Geschichte, Historische Hilfswissenschaften und Archivkunde an der Universität Bonn. Einen Ruf an die Universität Heidelberg lehnte er 1996 ab. Im Jahr 1997 war er Visiting Fellow am Institute for Advanced Study in Princeton. Zu seinen akademischen Schülern in Bonn gehörten Martin Clauss und Andrea Stieldorf. Seine Abschiedsvorlesung hielt er über die Anfänge der sächsischen Diözesen in der Karolingerzeit.
Kölzers wissenschaftliche Arbeitsschwerpunkte sind die Diplomatik, die Geschichte des Früh- und Hochmittelalters (Deutschland, Frankreich und Italien), insbesondere die Verfassungs- und Kirchengeschichte, sowie kirchliche Rechtsgeschichte. Kölzer zählt zu den wenigen eng hilfswissenschaftlich ausgerichteten Mediävisten. Er gehört zu den besten Kennern der frühmittelalterlichen Diplomatik. Im Jahre 1990 legte er eine Edition der Urkunden der Kaiserin Konstanze vor. Fast zwanzig Jahre forschte er zu den Urkunden der Merowinger. Im Zuge seiner Vorarbeiten zu dieser Neuedition nahm er auch eine Neubewertung der Trierer Fälschungen vor. Im Jahr 2001 hat er eine fast 1000-seitige kommentierte Edition zu den Urkunden der merowingischen Könige in zwei Bänden veröffentlicht. Die Ausgabe enthält insgesamt 26 Stücke mehr als die Edition von Karl A. F. Pertz aus dem Jahr 1872. Dabei konnte Kölzer zwei Drittel der 196 merowingischen Urkunden als gefälscht erklären. Kölzer veröffentlichte 2016 eine kritische Edition der Urkunden Ludwigs des Frommen. Die Edition umfasst 418 Urkunden, darunter 92 Originale und ein Drittel ge- oder verfälschte Urkunden. Die Edition verbessert die Quellengrundlage für die Karolingerzeit erheblich und revidiert zahlreiche ältere Forschungsmeinungen etwa über Zusammensetzung und Arbeitsweise der karolingischen Kanzlei. Vor allem liefert die Edition ein besseres Verständnis von Ludwigs Herrschaft insgesamt. Kölzer übte Kritik an dem Forschungskonzept einer straff organisierten und streng strukturierten Kanzlei Ludwigs des Frommen. Kölzer stellte fest, dass mit Ausnahme eines Schutz- und Immunitätsprivilegs für Paderborn alle weiteren Urkunden Ludwigs für sächsische Empfänger problematisch sind. Dies hat „weitreichende Konsequenzen für unser Verständnis der Mission und der Etablierung kirchlicher Strukturen im Sächsischen“. In einem 2012 veröffentlichten Beitrag konnte Kölzer das Diplom Ludwigs des Frommen von 819 für die Missionszelle Visbek als Fälschung nachweisen. Nach Kölzer könne diese Urkunde künftig nicht mehr „als zentrales Zeugnis für die Christianisierung des Oldenburger Münsterlandes“ herangezogen werden. Der Fälschungsnachweis löste eine rege Debatte über den Prozess der Missionierung im karolingischen Sachsen aus. Thomas Vogtherr forderte daraufhin neue Überlegungen zu Mission und Kirchenorganisation im karolingischen Sachsen. Auch die Gründungsurkunde Kaiser Ludwigs des Frommen für das Erzbistum Hamburg von 834 ist nach Kölzers diplomatischer Analyse eine Fälschung, die vermutlich zwischen 889 und 893 angefertigt wurde.
Kölzer organisierte zusammen mit Rudolf Schieffer im Frühjahr 2007 eine Reichenau-Tagung des Konstanzer Arbeitskreises für mittelalterliche Geschichte zum Thema „Von der Spätantike zum Frühmittelalter: Kontinuitäten und Brüche, Konzeptionen und Befunde“. Die Beiträge wurden 2009 veröffentlicht. Kölzer war zwischen 2002 und 2014 mit Walter Koch Herausgeber des Archivs für Diplomatik, der bedeutendsten Zeitschrift für historische Hilfswissenschaften.
Für seine Forschungen wurden Kölzer zahlreiche wissenschaftliche Ehrungen und Mitgliedschaften zugesprochen. Kölzer gehört der Zentraldirektion der Monumenta Germaniae Historica an und ist unter anderem Mitglied des Konstanzer Arbeitskreises für mittelalterliche Geschichte (seit 1999) und ordentliches Mitglied der Historischen Kommission bei der Bayerischen Akademie der Wissenschaften (seit 2006). Er wurde 2001 ordentliches Mitglied und ist seit 2015 korrespondierendes Mitglied der Nordrhein-Westfälischen Akademie der Wissenschaften und der Künste. Von 2001 bis 2010 war er Präsident der Commission Internationale de Diplomatique (Internationale Diplomatikerkommission), seit August 2010 ist er ihr Ehrenvorsitzender. Seit 2010 ist er korrespondierendes Mitglied der Bayerischen Akademie der Wissenschaften. Kölzer erhielt den Dissertationspreis der Universität Gießen (1976), den Preis der Justus-Liebig-Universität Gießen (1990) und den Brüder-Grimm-Preis der Philipps-Universität Marburg (2008). Für seine Edition der Urkunden Ludwigs des Frommen wurde er 2017 von der Akademie der Wissenschaften zu Göttingen mit dem Wedekind-Preis für deutsche Geschichte ausgezeichnet. In Würdigung für seine Editionen der Urkunden der merowingischen Könige und der Urkunden Ludwigs des Frommen wurde er im Juni 2019 mit der Freiherr vom Stein-Medaille der MGH geehrt.

## Schriften (Auswahl)
Monografien
- Zwischen Tradition und Innovation. Die Urkunden Kaiser Ludwigs des Frommen (814–840) (= Abhandlungen der Nordrhein-Westfälischen Akademie der Wissenschaften und der Künste. Bd. 128). Schöningh, Paderborn u. a. 2014, ISBN 978-3-506-76649-6.
- Kaiser Ludwig der Fromme (814-840) im Spiegel seiner Urkunden (= Nordrhein-Westfälische Akademie der Wissenschaften. Vorträge. G 401). Schöningh, Paderborn u. a. 2005, ISBN 3-506-72969-1.
- Merowingerstudien II (= MGH Studien und Texte. Bd. 26). Hahn, Hannover 1999, ISBN 3-7752-5726-8.
- Merowingerstudien I (= MGH Studien und Texte. Bd. 21). Hahn, Hannover 1998, ISBN 3-7752-5721-7.
- Urkunden und Kanzlei der Kaiserin Konstanze, Königin von Sizilien (1195–1198) (= Studien zu den normannisch-staufischen Herrscherurkunden Siziliens. Bd. 2). Böhlau, Köln 1983, ISBN 3-412-03482-7.
- Studien zu den Urkundenfälschungen des Klosters St. Maximin vor Trier (10.–12. Jahrhundert) (= Vorträge und Forschungen. Sonderband 36). Thorbecke, Sigmaringen 1989, ISBN 3-7995-6696-1 (online).

Quelleneditionen
- mit Carlrichard Brühl: Das Tafelgüterverzeichnis des römischen Königs (Ms. Bonn S. 1559). Böhlau, Köln/Wien 1979, ISBN 3-412-00979-2.
- Collectio canonum Regesto Farfensi inserta (= Monumenta iuris canonici. Series B: Corpus collectionum. Bd. 5). Città del Vaticano 1982, ISBN 88-210-0570-4.
- Constantiae imperatricis et reginae Siciliae diplomata (1195–1198) (= Codex diplomaticus regni Siciliae. Bd. 2: Diplomata regum e gente Suevorum. Bd. 1.2). Böhlau, Köln/Wien 1983, ISBN 3-412-03282-4.
- Die Urkunden der Kaiserin Konstanze (Constantiae imperatricis diplomata) (= Monumenta Germaniae Historica. Diplomata regum et imperatorum Germaniae. Bd. 11.3). Hahn, Hannover 1990, ISBN 3-7752-5335-1.
- Die Urkunden der Merowinger. 2 Bände (= MGH Diplomata regum Francorum e stirpe Merovingica. Bd. 1–2). Hahn, Hannover 2001, ISBN 3-7752-5464-1.
- Die Urkunden Ludwigs des Frommen. 3 Bände (= MGH Diplomata Karolinorum. Bd. 2). Harrassowitz, Wiesbaden 2016, ISBN 978-3-447-10091-5.

Herausgeberschaften
- mit Wolfgang Huschner, Marie Ulrike Jaros: Herrscherurkunden für Empfänger in Lotharingien, Oberitalien und Sachsen (9.–12. Jahrhundert). I diplomi dei sovrani per i destinatari in Lotaringia, Italia settentrionale e Sassonia (secoli IX–XII) (= Italia Regia. Fonti e ricerche per la storia medievale. Bd. 2). Eudora-Verlag, Leipzig 2020, ISBN 978-3-938533-43-7.
- mit Rudolf Schieffer: Von der Spätantike zum frühen Mittelalter. Kontinuitäten und Brüche, Konzeptionen und Befunde (= Vorträge und Forschungen. Bd. 70). Thorbecke, Ostfildern 2009, ISBN 978-3-7995-6870-8 (Digitalisat).
- mit Franz-Albrecht Bornschlegel, Christian Friedl, Georg Vogeler (Hrsg.): De litteris, manuscriptis, inscriptionibus ... Festschrift zum 65. Geburtstag von Walter Koch. Böhlau, Wien u. a. 2006, ISBN 3-205-77615-1.
- Petrus de Ebulo, Liber ad honorem Augusti sive de rebus Siculis. Codex 120 II der Burgerbibliothek Bern. Eine Bilderchronik der Stauferzeit. Thorbecke, Sigmaringen 1994, ISBN 3-7995-4245-0.
- Die Staufer im Süden. Sizilien und das Reich. Thorbecke, Sigmaringen 1996, ISBN 3-7995-4249-3.